# 馬基伊夫卡 (尼任區)

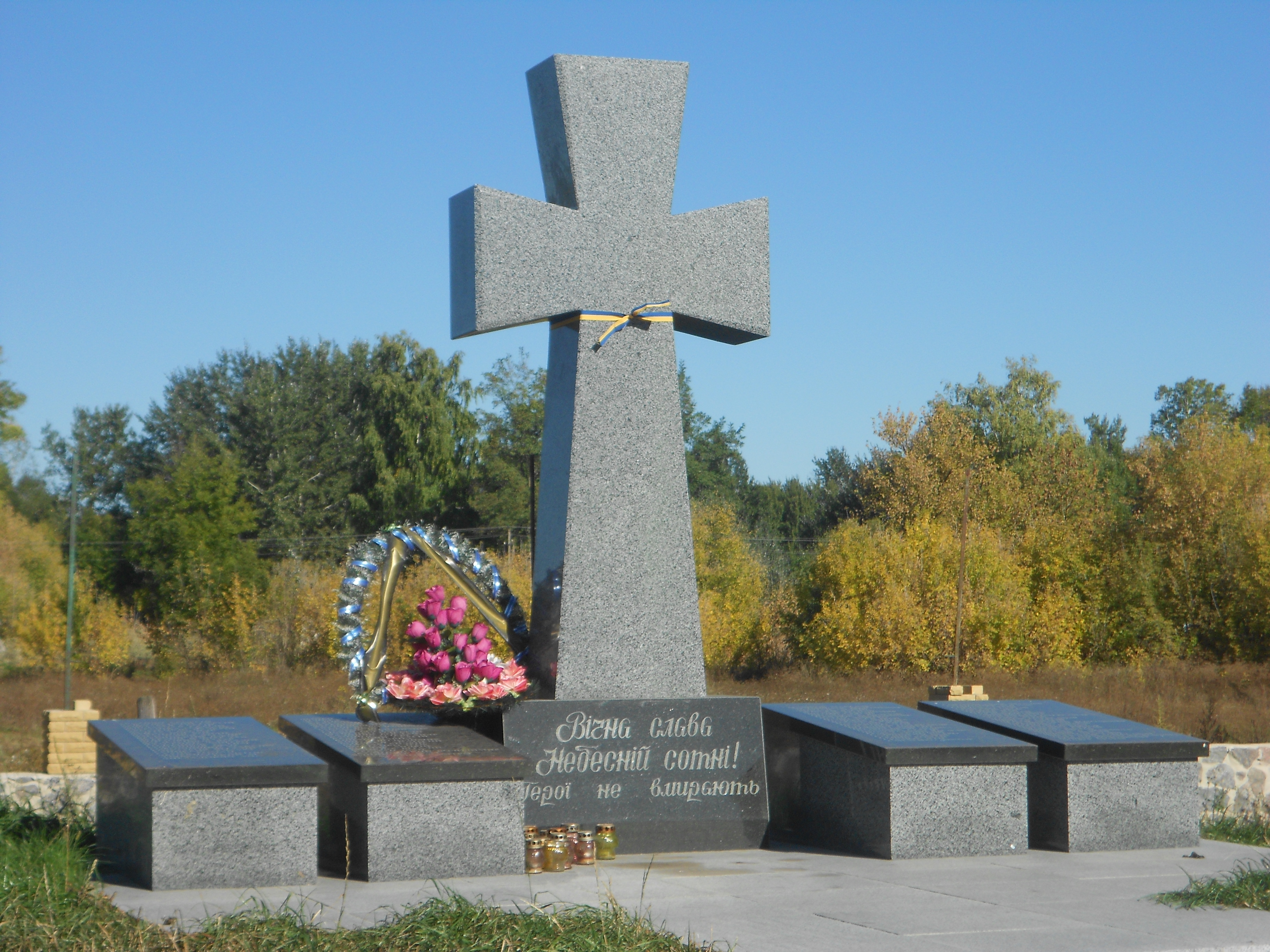
纪念碑

馬基伊夫卡（烏克蘭語：Макіївка），是烏克蘭北部切爾尼希夫州尼任区马基伊夫卡市镇内的村落及其行政中心。始建於1695年，面積5.95平方公里，海拔高度126米，2001年人口1,295，人口密度每平方公里217.5人。